# Stanisław Dziedzic
Stanisław Dziedzic (ur. 13 października 1953 w Dąbrowie, zm. 8 kwietnia 2021 w Krakowie) – polski historyk literatury, publicysta, kulturoznawca, nauczyciel akademicki. Absolwent filologii polskiej i dziennikarstwa Uniwersytetu Jagiellońskiego oraz studiów z zakresu zarządzania zasobami pracy w krakowskiej Akademii Ekonomicznej. Doktor nauk humanistycznych. W przeszłości nauczyciel, pracownik administracji państwowej, w latach 2004–2016 dyrektor Wydziału Kultury i Dziedzictwa Narodowego Urzędu Miasta Krakowa. Od stycznia 2017 dyrektor Biblioteki Kraków. Członek Rady Muzeum Niepodległości w Warszawie. Członek Społecznego Komitetu Odnowy Zabytków Krakowa (SKOZK).

## Życiorys
Urodził się w rodzinie rolniczej jako syn Eugeniusza i Zofii z domu Długosz.
Na Uniwersytecie Jagiellońskim ukończył filologię polską (1977) i dziennikarstwo (1978), a podyplomowe studia z zakresu organizacji i kierowania zasobami pracy (1991) w krakowskiej Akademii Ekonomicznej. W 2015 roku uzyskał stopień naukowy doktora nauk humanistycznych w zakresie literaturoznawstwa na podstawie dysertacji pt. "Romantyk Boży. Młodzieńcze fascynacje artystyczne Karola Wojtyły" napisanej pod kierunkiem prof. Franciszka Ziejki.
Od 1977 czynnie uprawiał zawód dziennikarza, łącząc go z pracą pedagogiczną oraz administracyjną. W latach 1989–1998 zastępca dyrektora, a następnie dyrektor wojewódzkich wydziałów ds. kultury i turystyki w Krakowie. W latach 1998–2000 wicedyrektor Biura Jubileuszowego 600-lecia Odnowienia Uniwersytetu Jagiellońskiego, a w okresie 1998–2003 nauczyciel akademicki w Instytucie Spraw Publicznych UJ. W latach 2000–2004 wiceprezes Radia Kraków S.A., członek Rady Nadzorczej Telewizji Polskiej S.A. (1999–2003). W latach 2004–2016 dyrektor Wydziału Kultury i Dziedzictwa Narodowego w Urzędzie Miasta Krakowa. Od 1 stycznia 2017 dyrektor Biblioteki Kraków. Od 2001 członek Społecznego Komitetu Odnowy Zabytków Krakowa (od 2016 – członek prezydium SKOZK). Pracował także jako nauczyciel akademicki na Uniwersytecie Jagiellońskim i w PWSZ w Tarnowie.
Uczestnik licznych krajowych i zagranicznych konferencji naukowych i popularnonaukowych, inicjator i organizator wielu przedsięwzięć kulturalnych w Krakowie i regionie. Inicjator i koordynator prawdziwego fenomenu kulturowego pod Wawelem – krakowskich nocy („Nocy Muzeów Krakowskich, „Nocy Teatrów”, „Krakowskich Nocy Jazzu”, „Nocy Cracovia Sacra” i „Nocy Poezji”).
Odznaczony m.in. Krzyżem Kawalerskim Orderu Odrodzenia Polski (2012) i Srebrnym Medalem „Zasłużony Kulturze Gloria Artis” (2011), wyróżniony m.in. Złotym Laurem Fundacji Kultury Polskiej „Za mistrzostwo w sztuce pisarskiej” oraz Złotym Medalem „Zasłużony dla Archidiecezji Krakowskiej”. W 2021 roku otrzymał pośmiertnie Krzyż Oficerski Orderu Odrodzenia Polski.
Zmarł w wyniku zainfekowania wirusem COVID-19.

## Publikacje
Autor ponad tysiąca publikacji, w tym kilkuset o charakterze naukowym i popularnonaukowym zamieszczanych na łamach ponad dziewięćdziesięciu czasopism i gazet oraz periodyków oraz wydawnictw naukowych (m.in. „Student”, „Nowy Medyk”, „Integracje”, „Ruch Literacki”, „Suplement”, „Dziennik Polski”, „Gazeta Krakowska”, „Peregrinus Cracoviensis", „Zeszyty Naukowe UJ”, „Zeszyty Naukowe KUL”, „Renowacje i Zabytki”, „Alma Mater”, Niepodległość i Pamięć”). Teksty Stanisława Dziedzica tłumaczono na piętnaście języków. Autor bądź współautor 24 książek.
Opracował w zakresie edytorskim i naukowym niepublikowane wcześniej młodzieńcze wiersze Karola Wojtyły. („Magnificat. Sonety”, „Psałterz – Księga Słowiańska”), Marii Dłuskiej („Wiersze”), Mariana Niżyńskiego („Kawaler księżycowy”), a także liczne wybory wierszy znanych współczesnych krakowskich poetów, m.in. Józefa Barana, Adama Ziemianina, Andrzeja Warzechy, Wiesława Kolarza, Jerzego Piątkowskiego czy Janusza Trzebiatowskiego. Ukazały się one w znanych krakowskich oficynach.

### Książki
1. Monografia Klubu „Pod jaszczurami”, Kraków 1980 (redakcja i wstęp: Tadeusz Skoczek);
2. Szkice o prawosławiu, Kraków 1980 (współautor: Jan Mazur, redakcja T. Skoczek);
3. Monografia Teatru 38, Kraków 1985 (współautor: T. Skoczek);
4. Katalog autorów krakowskich, Kraków 1988 (współautor: T. Skoczek);
5. Krakowskie dziedzictwo kulturowe, Kraków 1995; wersja angielskojęzyczna: The Cultural Heritage of Cracov, Kraków 1995, 1996;
6. Miasto lutniey podobne. Bramy i baszty Krakowa, Kraków 1996 (współautor: Maria Rydlowa);
7. Małopolska Zachodnia, Kraków 1996; wersja angielskojęzyczna: Western Lesser Poland, wersja niemieckojęzyczna: Westliches Klein Polen
8. Krakowskie. Kultura – turystyka, Bydgoszcz 1998 [koncepcja i autorstwo większości tekstów];
9. Ojczyzna myśli mojej. Studia i szkice literackie, Kraków 1999 (wstęp: Krzysztof Pleśniarowicz);
10. Skałka. Kościół i klasztor oo. Paulinów w Krakowie, Kraków 1999 (wersja polsko-angielska; wstęp O. Jan Mazur);
11. Alma Mater Jagellonica, Bydgoszcz 1999, 2000, 2003, 2005, 2008; wersja angielskojęzyczna 2000, 2003, 2005, 2008;
12. Dialogi trzy. Maria Dłuska – Konrad Górski – Tadeusz Kudliński, Kraków 2000;
13. Serce Polski, Bydgoszcz 2001;
14. Święty szlak Almae Matris, Kraków 2003 (przedmowa: Franciszek Ziejka);
15. Teatr 38. Awangardowy zespół Waldemara Krygiera, Bochnia – Kraków – Warszawa 2007 (współautor: T. Skoczek);
16. Ojciec Serafin Kaszuba, Kraków 2009 (współautor: Małgorzata Dziedzic); wersja angielskojęzyczna rozszerzona:  Father Serafin Kaszuba, Proszówki 2013;
17. „Złote więzienie” Stanisława Augusta, Sankt Petersburg 2009 (wersja polsko-rosyjska);
18. Przygody z metacodziennością. Teatr 38 w latach 1960–1972, Bochnia – Kraków – Warszawa 2010 (współautor: T. Skoczek);
19. Arcybiskup Józef Bilczewski, Kraków 2012 (współautor: M. Dziedzic);
20. Kraków to jest wielka rzecz, Kraków 2012 (wstęp: Franciszek Ziejka);
21. Teatr 38. Grupa Piotra Szczerskiego, Bochnia – Kraków – Warszawa 2013 (współautor: Tadeusz Skoczek);
22. Portrety Niepospolitych, Kraków 2013 (wstęp: Franciszek Ziejka);
23. Romantyk Boży, Kraków 2014;
24. Ojciec Serafin Kaszuba na „nieludzkiej ziemi”: Ukraina-Rosja-Kazachstan; pod redakcją Tadeusza Skoczka, Warszawa, Wydawnictwo Grupa M-D-M, 2016;
25. Archipelag pięknych ludzi. Portrety i studia (wstęp: Franciszek Ziejka), Wydawnictwo Petrus, Kraków 2017;
26. Teatr 38 (wstęp: Marek Karwala), Wydawnictwo Fundacja Promocji Kultury Urwany Film, Kraków 2018, (współautor: Tadeusz Skoczek).
27. Antynomie ładu i niezgody: krakowskie studia do portretów, Wydawnictwo Fall, Kraków 2019, 238 stron.
28. Kresy wciąż bliskie, Wydawnictwo „Wołanie z Wołynia”, Biały Dunajec - Ostróg 2023, 300 stron.

### Prace zbiorowe (wybór)
1. Elementy teatralizacji życia wsi polskiej, [w:] Teatr. Biblioteka Organizatora Pracy Twórczej, pod redakcją T. Skoczka, Kraków 1984;
2. Teatr 38, [w:] Teatra Uniwersalia, Coimbra 1984;
3. Burzliwe czasy Konstantyna, [w:] Iuvenilia Religiologica, pod red. T. Skoczka, t. II, Kraków 1986;
4. Doroczna obrzędowość ludowa, [w:] Zwyczaje, obyczaje, obrzędy, Biblioteka Organizatora Pracy Twórczej, pod red. T. Skoczka, Kraków 1986;
5. Słowiański Rzym, czyli o krakowskich zasobach kulturalnych o ponadnarodowym znaczeniu, [w:] Małopolska Zachodnia, Materiały z sesjkuli naukowej „Regionalny produkt turystyczny”, Warszawa 1994;p
6. Adept, „Vademecum Krakowskie 94”, Kraków 1994;
7. Kraków – miasto zabytków i kultury, [w:] Kraków i okolice. Informator turystyczny' 94, Kraków 1994, wersja w języku polskim i angielskim;
8. Spóźnione powroty Romana Palestra, [w:] Krakowskie rodowody teatralne. Materiały z sesji naukowej „Z Krakowa w świat”, pod red. Jana Michalika, Kraków 1994;
9. Czas próby i nadziei. O zabiegach unijnych w Kościele ormiańskim na ziemiach Rzeczypospolitej, [w:] Unia brzeska, geneza, dzieje i konsekwencje w kulturze narodów słowiańskich; pod red. R. Luźnego, F. Ziejki i A. Kępińskiego, Kraków 1994;
10. Słowo o Fundacji im. Włodzimierza Tetmajera, [w:] Ks. Józef Andrzej Nowobilski: Sakralne malarstwo ścienne Włodzimierza Tetmajera, Kraków 1994;
11. Polski matecznik kultury, [w:] Groteska. Teatr Lalki, Maski i Aktora, 1995;
12. Dobra kulturalne Krakowa wdzięcznym elementem turystyki, [w:] Postęp w turystyce na rzecz osób o specjalnych potrzebach, pod red. J. Slężyńskiego i W. Pietrzyńskiego, Kraków 1995;
13. Kalwaria Zebrzydowska i Kalwaria Pacławska – podobieństwa i różnice, Materiały z sesji naukowej „Tradycje, współczesność i przyszłość pielgrzymek w Kalwarii Zebrzydowskiej”, „Peregrinus Cracoviensis”, Kraków 1995, z. 2;
14. Mickiewiczowskie pojmowanie małej i dużej ojczyzny, [w:] Literatura. Materiały z międzynarodowej sesji naukowej „Wileńskie konteksty romantyczne”, Wilno 1996;
15. Na ścieżkach patrona trudnego przełomu, [w:] Święty Brat Albert – idea życia. Materiały z sesji naukowej z okazji 150-lecia urodzin św. Brata Alberta, Rzeszów 1995;
16. Wieś i dwór. Wpływy, powinowactwa i konteksty kulturowe, [w:] Dziedzictwo. Ziemianie polscy i ich udział w życiu narodu, pod red. Tadeusza Chrzanowskiego, Kraków 1995;
17. Klejnoty starodawnego opactwa. Kolędy staniąteckie, [w:] Z kolędą przez wieki. Kolędy w Polsce i w krajach słowiańskich, pod red. Tadeusza Budrewicza, Stanisława Koziary, Jana Okonia, Tarnów 1996;
18. Karol Wojtyła w kręgu osterwiańskiej i rapsodycznej koncepcji teatru słowa, Materiały z sesji naukowej w UJ,  poświęconej Karolowi Wojtyle – Janowi Pawłowi II w dziesięciolecie Jego pontyfikatu, „Servo veritatis II”, pod red. Andrzeja Pelczara i Władysława Stróżewskiego, Kraków 1996;
19. Parafia na pograniczu (Trzciana i Dąbrowa), „Teki Krakowskie” III, Kraków 1996;
20. Wieś – dwór. Konteksty, [w:] Chłopi – naród – kultura, t. 4 Kultura i oświata wsi, pod red. Andrzeja Meissnera, Rzeszów 1996;
21. Staniąteckie kancjonały. O tradycjach literackich i muzycznych konwentu PP. Benedyktynek w podkrakowskich Staniątkach, [w:] Tekst sakralny – tekst inspirowany Biblią, pod red. Grażyny Habrajskiej, Łódź 1997;
22. Tendencje unijne Ormian Polskich, [w:] Materiały z konferencji naukowej „Kijów – Brześć – Rzym. Tendencje unijne i ich kulturowo-religijne konsekwencje przed i po 1596 roku”, „Krakowskie Zeszyty Ukrainoznawcze UJ”, Kraków 1997;
23. Zarys dziejów parafii Dąbrowa i Trzciana, „Zwiastowanie”. Pismo Diecezji Rzeszowskiej, R. 6: 1997, z. 3;
24. Słowiański pieśniarz na gościńcach Pana. O młodzieńczych peregrynacjach w juweniliach poetyckich Karola Wojtyły, Materiały z sesji naukowej „Jan Paweł II – pielgrzym pośród pielgrzymów”, „Peregrinus Cracoviensis”, 1997, z 5;
25. „Pieśń polskim i słowiańskim duchem przepojona'. O juweniliach literackich Karola Wojtyły, Księga ku czci Profesora Ryszarda Luźnego, „Roczniki Humanistyczne KUL”, T. XLV–XLVI, Lublin 1997–1998;
26. Czas próby i determinacji. O utrwalaniu unii polskiego Kościoła ormiańskiego ze Stolicą Apostolską, [w:] Lwów. Miasto – społeczeństwo – kultura, t. II, Kraków 1998;
27. Poezja uświęconej codzienności. O inspiracjach religijnych w poezji Adama Ziemianina, [w:] Z Bogiem przez wieki. Inspiracje i motywy religijne w literaturze polskiej i literaturach zachodnio – europejskich XIX i XX wieku, pod red. Piotra Żbikowskiego, Rzeszów 1998;
28. Powroty do miejsc szczęśliwych. Adam Ziemianin, „Almanach Muszyński”, 1988;
29. Serce Polski. Fenomen kulturowy Krakowa, [w:] Krakowskie, pod red. Joanny Kiełpińskiej, Bydgoszcz 1998;
30. O Fundacji im. Włodzimierza Tetmajera raz jeszcze (w wersji polsko- i angielskojęzycznej), [w:] Józef Dużyk: Sława, Panie Włodzimierzu, Kraków 1998;
31. Polsko-włoskie związki kulturowe w badaniach Tadeusza Ulewicza, [w:] Włochy a Polska – wzajemne spojrzenia, pod red. Jana Okonia, Łódź 1998;
32. Ziemia osobliwości kulturalnych. Uniwersytet Jagielloński, [w:] Informator Urzędowy 98/ 99, Ziemia Krakowska, red. Mariusz Lachowicz, Kraków 1998;
33. Kraków. Informator, edycja 1997 / 98 (wersje językowe: polska, angielska, niemiecka, francuska), Kraków 1997;
34. Mickiewiczowskie pojmowanie ustroju i dziejów Polski, [w:] „Pan Tadeusz” i jego dziedzictwo, pod red. Bogusława Doparta i Franciszka Ziejki, Kraków 1999;
35. Zawsze w Europie. Spacerkiem po starym Uniwersytecie, [w:] Turystyka w obiektach zabytkowych i sakralnych, pod red. Tadeusza Burzyńskiego, Kraków 1999;
36. The Cradle of Sainthood, „Peregrinus Cracoviensis”, 2000, vol. 10;
37. Wileńskie doświadczenia Konrada Górskiego, [w:] Życie literackie i literatura w Wilnie. XIX–XX wieku, pod red. Tadeusza Bujnickiego i Andrzeja Romanowskiego, Kraków 2000;
38. Z pokolenia Cezarego Baryki, [w:] Poprzez stulecia. Księga Jubileuszowa dedykowana prof. Antoniemu Podrazie, pod red. Danuty Czerskiej, Kraków 2000;
39. Nasza stara Buda, [w:] Homo Magicus czyli 50 lat Technikum Chemicznego, oprac. Ewa Wilk, Kraków 2001;
40. Kraków regionalny. Perła nauk, [w:] Przewodnik po kulturze Krakowa, pod red. Józefa Ruszara, Kraków 2000;
41. Cracovie regionale; La perle des sciences, [w;] Guide Culturel de Cracovie, pod red. Józefa M. Ruszara i Moniki Kamińskiej, Kraków 2001;
42. „Włóczęga Boży” na nieludzkiej ziemi, [w:] Duchowieństwo polskie w świecie. Materiały z VII międzynarodowego Sympozjum Biografistyki Polonijnej; Papieski Uniwersytet Urbaniański, pod red. Agaty i Zbigniewa Judyckich, Toruń 2002;
43. Koryfeusze czy epigoni? O fascynacjach i działalności kulturalnej Marii i Józefa Dziedziców, [w:] Kultura wsi podkarpackiej, pod red. Haliny Kurek i Franciszka Tereszkiewicza, Kraków 2003;
44. Miejsce męczeństwa św. Stanisława w kulturze i świadomości narodowej Polaków, [w:] Skałka. Sanktuarium i Panteon Narodu, „Peregrinus Cracoviensis”, 2003, z. 14.
45. Powroty nienostalgiczne, [w:] Zbliżenia historycznoliterackie. Prace ofiarowane Profesorowi Stanisławowi Burkotowi, pod red. Tadeusza Budrewicza, Marka Busia i Andrzeja Gabriela, Kraków 2003;
46. ...Był rok 1996..., [w:] Anna Woźniakowska: 60 lat Filharmonii im. Karola Szymanowskiego w Krakowie, Kraków 2004;
47. Bracia „Trudnego Przełomu”, [w:] Lex tua in corde meo. Studia i materiały dedykowane Jego Magnificencji bp. Tadeuszowi Pieronkowi, Kraków 2004;
48. Pola wielkich spełnień. Mecenasi i sponsorzy kultury, [w:] Zarządzanie w kulturze, T. 5, pod red. Łukasza Gawła, Katarzyny Plebańczyk, Emila Orzechowskiego, Katarzyny Barańskiej, Kraków 2004;
49. Kraków a idea muzeum narodowego, [w:] Zarządzanie w kulturze, T. 6 pod red. Łukasza Gawła i Emila Orzechowskiego, Kraków 2005;
50. Niebezpieczny – włóczęga czy Włóczęga Boży. Ojciec Serafin Kaszuba na „nieludzkiej ziemi”, [w:] Lwów. Miasto – społeczeństwo – kultura, ludzie Lwowa, pod red. Kazimierza Karolczaka, Kraków 2005;
51. Powroty (nie)nostalgiczne, [w:] Zespół Szkół Techniczno-Weterynaryjnych im. Bohaterów Westerplatte w Trzcianie, opr. Janusz Jakubek, Bożena Kokoszka, Marian Szumilas, Trzciana 2005;
52. Teatr: ćwiczenia z pamięci, [w:] Krakowskie Reminiscencje Teatralne. Trzy dekady teatru, red. Magda Grudzińska, Łukasz Drewniak, Kraków 2005;
53. Na gościńcach Pana. O juweniliach poetyckich Karola Wojtyły, [w:] Literatura – kulturoznawstwo – Uniwersytet. Księga ofiarowana Franciszkowi Ziejce w 65 rocznicę urodzin, pod red. Bogusława Doparta, Jacka Popiela, Mariana Stali, Kraków 2005;
54. Włóczęga Boży na nieludzkiej ziemi, [w:] Lwów u siebie i pod Wawelem, Kraków 2005;
55. Znaki wspólnych powinności. Brat Albert i Karol Wojtyła, [w:] „Obejmując sercem tę ziemię...” Pamięci Ojca Świętego Jana Pawła II, red. Janusz Gruchała, Krosno 2005;
56. Telewizja publiczna: Między misyjnością a komercjalizacją, [w:] Roczniki Ludowego Towarzystwa Naukowo-Kulturalnego, Oddział w Krakowie, nr 6, red. Józef Hampel, Kraków 2005;
57. Bruno z Kwerfurtu; Jan Długosz; Mateusz z Krakowa, [w:] Historia Literatury Polskiej w Dziesięciu Tomach, tom I, Średniowiecze, red. Anna Skoczek, Bochnia – Kraków – Warszawa 2005;
58. Stanisław Hozjusz; Jan Leopolita Młodszy, Jakub Wujek, [w;] Historia Literatury Polskiej w Dziesięciu Tomach, t. II., Renesans, red. A. Skoczek, Bochnia – Kraków – Warszawa 2005;
59. Jan Brożek; Grzegorz Gerwazy Gorczycki; Marcin Wadowita; Jan Zabczyc, [w:] Historia Literatury Polskiej w Dziesięciu Tomach, t. III, Barok, red. A. Skoczek, Bochnia – Kraków – Warszawa 2005;
60. 'Jakub Jasiński; Jędrzej Kitowicz; Hugo Kołłątaj; Stanisław Staszic; Andrzej Stanisław Załuski, [w:] Historia Literatury Polskiej w Dziesięciu Tomach, t. IV, cz. 2 Oświecenie, red. A. Skoczek, Bochnia – Kraków – Warszawa 2005;
61. Karol Bołoz Antoniewicz; Oskar Henryk Kolberg; Joachim Lelewel; Andrzej Towiański, [w:] Historia Literatury Polskiej w Dziesięciu Tomach, t. V, cz. 2, Romantyzm, red. A. Skoczek, Bochnia – Kraków – Warszawa 2006;
62. Karol Estreicher senior; Józef Szujski; Stanisław Tarnowski, [w:] Historia Literatury Polskiej w Dziesięciu Tomach, t. VI, Pozytywizm, red. Anna Skoczek, Bochnia – Kraków – Warszawa 2006;
63. Włodzimierz Tetmajer; Władysław Anczyc; Jakub Bojko, [w:] Historia Literatury Polskiej w Dziesięciu Tomach, t. VII Młoda Polska, red. Anna Skoczek, Bochnia – Kraków – Warszawa 2006;
64. Marian Niżyński, [w:] Historia Literatury Polskiej w Dziesięciu Tomach, t. VII, cz. 2, Dwudziestolecie Międzywojenne, red. Anna Skoczek, Bochnia – Kraków – Warszawa 2006;
65. Romantyk Boży. Karol Wojtyła, [w:] Historia Literatury Polskiej w Dziesięciu Tomach, t. IX, Literatura Współczesna 1939–1956, red. Anna Skoczek, Bochnia – Kraków – Warszawa 2006;
66. Poezja Krainy Łagodności. Adam Ziemianin – Józef Baran – Andrzej Warzecha, [w:] Historia Literatury Polskiej w Dziesięciu Tomach, t. X, Literatura Współczesna 1956–2006, Bochnia – Kraków 2006;
67. Historia Literatury. Biografie Sławnych Ludzi, 11 – III, red. A. Skoczek, Bochnia – Kraków, 2005 – 2006 (autorstwo ok. 60 biogramów);
68. La piu celebre citta, [w;] Totus Tubus di Giovanni Paolo II, red. Andrzej Józef Nowobilski, rev. Marta Burghardt, Cracovia – Firenze 2006;
69. Dziedzictwo kulturowe Krakowa i regionu jako oferta turystyczna, [w:] Zamki krzyżackie – oferta turystyczna regionu, konferencja – warsztaty 10–11 maja 2006,Toruń 2006;
70. Pieśń nie przebrzmiała. Juwenilia Karola Wojtyły; Znaki wspólnych powinności. Brat Albert i Karol Wojtyła, [w:] Przestrzeń słowa. Twórczość literacka Karola Wojtyły-Jana Pawła II, red. Zofia Zarębianka, ks. Jan Machniak, Kraków 2006;
71. Biografie ludzi filmu, red. A. Skoczek, Bochnia – Proszówki 2007 ( część haseł)
72. Pomocnik Światła. Rapsodyczne łata Karola Wojtyły, [w:] Rzeczy minionych pamięć. Studia dedykowane Profesorowi Tadeuszowi Ulewiczowi w 90 rocznicę urodzin, Kraków 2007;
73. Znaki czasu i tożsamości. Szkoła „u Christianich”, [w:]  Zarys dziejów wsi, Trzciana 2007;
74. W Wadowicach, gdzie „wszystko się zaczęło”, [w:] Stefan Kotlarczyk: ... Z doby dzisiejszej. Za matkę ojczyznę, Wadowice 2007;
75. Nie od razu Teatr zbudowano, [w:] Studia Lodomeriana. Dedykowane Prof. Adamowi Zielińskiemu, pod red. Karoliny Grodziskiej i Grzegorza Niecia, Kraków 2007;
76. Inspiracje i tożsamość; Ziemia trudnych podziałów. O wystawie „Tryptyk Armenii”, [w:] Pasje życia. Dokumentacje wielkiego jubileuszu Janusza Trzebiatowskiego, oprac. Ferdynand Nawratil, Kraków 2007;
77. Teatralny odszczepieniec. W 50 rocznicę powstania Teatru 38 (współautor Tadeusz Skoczek), „Krzysztofory. Zeszyty Naukowe Muzeum Historycznego Miasta Krakowa, Kraków 2007, nr 25;
78. Rozbitek ze Studia 39, [w:] Profesor Jolancie Żurawskiej – Alla Profesoressa Jolanta Żurawska, red. Nullo Minissi, Wacław Wałecki, Kraków – Warszawa – Napoli 2008;
79. Widoki „miasta najprzedniejszego”, [w:] Kraków na starych sztychach i rycinach, red. Róża Godula Węcławowicz, Wrocław – Kraków 2008;
80. Sztuka i posłannictwo. Bracia naszego Boga – Adam Chmielowski i Karol Wojtyła, [w:] Servus pauperum. W dwudziestopięciolecie beatyfikacji Brata Alberta – Adama Chmielowskiego, red. Krzysztof Rafał Prokop, Krzysztof Tunia, Kraków – Igołomia 2008;
81. Piękniejsza Polska; Fenomen kulturowy Krakowa, [w:] 30 lat na Liście UNESCO. Materiały z konferencji jubileuszowej... red. Stanisław Dziedzic, Halina Rojkowska-Tasak, Kraków 2008;
82. A more beautiful Poland; Kraków: a cultural phenomenon, [w:] 30 years on the UNESCO List. Materials from the conference organised vithin ihe 30 th anniversary..., edited by: Stanisław Dziedzic, Halina Rojkowska-Tasak, Kraków 2008;
83. Miasto magiczne, [w:] Jubileuszowy kopiec wspomnień Kraków 2007, red. Magdalena Fryźlewicz, Kraków 2008;
84. Adept sztuki teatralnej, [w:] Jan Paweł II człowiek kultury, red. Katarzyna Fląder, Witold Kawecki CSsR, Kraków 2008;
85. Artysta i polityk, [w:] Włodzimierz Tetmajer: Bóg się rodzi moc truchleje..., Lublin– Nałęczów 2008;
86. Wirtuoz wielce osamotniony. Maria Dłuska, [w:] Od poetyki do hermeneutyki literaturoznawczej. Prace ofiarowane Profesorowi Adamowi Kulawikowi w 70. rocznicę urodzin, pod red. Tadeusza Budrewicza i Jerzego Stefana Ossowskiego, Kraków 2008;
87. Dubrownik – perła nie tylko Adriatyku, „Renowacje i Zabytki”, Kraków 2008, nr 3;
88. Altera Roma. W kręgu fenomenu kultury duchowej Krakowa, [w:] „Tu wszystko jest Polską...” Eseje krajoznawcze  o Krakowie i Małopolsce, pod red. Józefa Partyki, Kraków 2009;
89. Tradycje we współczesnej promocji Miasta, [w:] Kraków ludyczny, red. Jan M. Małecki, Jerzy Wyrozumski, Kraków 2009;
90. Krakowska idea Muzeum Narodowego, [w:] Problemy rozwoju turystyki edukacyjno-kulturalnej w Polsce i na świecie, pod red. Zygmunta Przychodzenia, Warszawa 2009;
91. Cracovia sacra. Zarys problematyki, [w:] W trosce o dobrą edukację. Prace dedykowane Jadwidze Kowalikowej z okazji 40-lecia pracy naukowej, red. Anna Janus-Sitarz, Kraków 2009;
92. Przymusowa rezydencja i niechciana nekropolia. Pałac Marmurowy i kościół Świętej Katarzyny Aleksandryjskiej, „Renowacje i Zabytki”, Kraków 2009 ,nr 1;
93. Pejzaże niekomplementarne (Janusz Trzebiatowski), „Filomata”. Biuletyn Informacyjny, Chojnice 2010;
94. Postrzegać ludzi wielkiego charakteru; Jednym traktem. Dwie rozmowy z prof. Franciszkiem Ziejką, [w:] Franciszek Ziejka: Odkrywanie świata. Rozmowy i szkice, Kraków 2010;
95. Józef Bilczewski – arcypasterz i włodarz, [w:] Lwów. Miasto – społeczeństwo – kultura, t. VII, Urzędy, urzędnicy, instytucje, pod red. Kazimierza Karolczaka i Łukasza T. Sroki, Kraków 2010;
96. Formy artystycznego uwiedzenia w ofercie letniej Miasta Krakowa w ostatnim pięcioleciu  (współautorka: Magdalena Doksa), [w:] Lato w mieście. Różne oblicza kultury, pod red. Róży Goduli-Węcławowicz, Warszawa – Kraków 2010;
97. Krakowski popas mistrza Fryderyka, [w:] Chopin w Krakowie i osobiste po nim pamiątki. Katalog wystawy w Collegium UJ, red. Lucyna Bełtowska, Kraków 2010;
98. „Tydzień pierwszy zeszedł nam w Krakowie na samych spacerach i zwiedzaniu...”  czyli o krakowskim popasie Fryderyka Chopina, [w:] Chopin w polskiej szkole i kulturze, pod red. Zofii Budrewicz, Marii Sieńko i Romualdy Ławrowskiej, Kraków 2011;
99. Uroczystości grunwaldzkie w Krakowie (1910–2010), „Niepodległość i Pamięć”, pod red. Tadeusza Skoczka, Warszawa 2011, R. XVIII, nr 1 (33);
100. Refleksje o zniewoleniu Kościoła katolickiego i Cerkwi prawosławnej na terenie Związku Radzieckiego, „Niepodległość i Pamięć”, pod red. T. Skoczka, 2011, R. XVIII nr 2 (34);
101. Eksterminacja i trudne trwanie. Kościół katolicki w nadbałtyckich republikach sowieckich, „Niepodległości Pamięć”, pod red. T. Skoczka, Warszawa 2011 R. XVIII, nr 3–4 (35–36);
102. Arcybiskup Józef Bilczewski. W kręgu lwowskiego mecenatu, książek, bibliotek i nowoczesnych metod publicznego oddziaływania (współautorka: Małgorzata Dziedzic), [w:] Lwów – Kraków. Książki, czasopisma, biblioteki XIX i XX wieku, t. X, pod red. Haliny Kosętki, Grażyny Wrony, Grzegorza Niecia, Kraków 2011;
103. „Widzieć jasno w zachwyceniu”. Rozmowa z prof.  dr. hab. Janem Błońskim, [w:] Błoński przekorny. Dziennik. Wywiady, oprac. Marian Zaczyński, Kraków 2011;
104. Miasto i muzeum. W kręgu krakowskiej idei muzeum narodowego, [w:] Myśl i polityka. Księga pamiątkowa dedykowana Profesorowi Jackowi Majchrowskiemu, red. Bogdan Szlachta, Kraków 2011;
105. The song which Has Not died Away Yet. Karol Wojtyła 's Juvenile Poems; The Sing of Common Obłigations. Brother Albert and Karol Wojtyła, [w:] The Space of the Word, edited by Zofia Zarębianka, Revjan Machniak, Cracov 2011;
106. Kultura pogranicza wschodniego. Zarys encyklopedyczny, pod red. Tadeusza Budrewicza, Tadeusza Bujnickiego i Jerzego Stefana Ossowskiego, Kraków 2011 (kilkanaście haseł);
107. Rapsody słowa – światła. Karol Wojtyła w kręgu idei rapsodyzmu, [w:] Mistrzostwo słowa. Studia i szkice, pod red. Zofii Cygal-Krupy, Tarnów 2012;
108. Dwa pomniki Józefa Dietla, [w:] 30 lat Szpitala specjalistycznego im. Józefa Dietla w Krakowie, red. Marian Szulc, Kraków 2012;
109. Rodowód i dziedzictwo regionalne w twórczości młodzieńczej Karola Wojtyły, [w:] Wieś i rolnictwo w nauczaniu Jana Pawła II. Materiały z konferencji w Wierzchosławicach (16 kwietnia 2011), red. T. Skoczek, Warszawa 2012;
110. Funkcje kulturowe zabytkowych obiektów postindustrialnych Krakowa, [w:] Kłopotliwe pamiątki, trud dziedziczenia, pod red. Zofii Budrowicz i Marii Sieńko, Kraków 2012;
111. Józef Dietl, rektor i prezydent z kresowego pogranicza, [w:] Na pograniczach literatury, red. Jarosław Fazan, Krzysztof Zajas, Kraków 2012;
112. „Kościół Milczenia”  w republice Białorusi i na bezkresach sowieckiej Rosji oraz Kazachstanu; Laudacja na cześć prof. Franciszka Ziejki, „Niepodległość i Pamięć”, pod red. T. Skoczka, Warszawa 2012, R. XIX, nr 1–4 (37–40);
113. Cracovia sacra. W kręgu kultury duchowej Krakowa (wybrane zagadnienia), [w:] Eseje o Krakowie, red. Józef Partyka, Kraków 2012;
114. Papiescy antenaci i dziedzictwo regionalne w twórczości młodzieńczej Karola Wojtyły, [w:] Modus Verdi. In honorem Sophiae Cygal-Krupa, red. Małgorzata Pachowicz i Krystyna Choińska, Tarnów 2012;
115. Restauracja ołtarza relikwii św. Stanisława Kazimierczyka, [w:] Klasztor Bożego Ciała Kanoników Regularnych Laterańskich w Krakowie w okresie potrydenckim, red. Kazimierz Łatak CRL, Łomianki 2012;
116. Rapsodyczny „płaszcz niewyżebrany” Mieczysława Kotłarczyka, [w:] Annales Universitatis Paedagogicae Cracoviensis. Studia Historio litteraria XII, ofiarowane Profesorowi Bolesławowi Faronowi, Kraków 2012;
117. II romantico di Dio. Karol Wojtyła – poeta, [w:] Sfida di Giovanni Paolo II per l'uomo del XX secolo. Atti del convegno Internazionale, svoltosi presso l'Universita del Salento dal 15 al. 18 novembre 2011, coovd.: Marko Jaćov e Franciszek Ziejka, Lecce – Cracovia 2013;
118. Dialog nie zawsze pobratymczy. Drogi do niepodległości w korespondencji i działalności publicznej abp. Józefa Bilczewskiego i abp. Andrzeja Szeptyckiego, „Niepodległość i Pamięć”, pod red. T. Skoczka, Warszawa 2013, nr 3 – 4 (43–44)
119. Z Żalińskim po Europie [w:] Sztambuch Henryka W. Żalinskiego. Labuntur anni, red. Kazimierz Karolczak, Łukasz Tomasz Sroka, Warszawa 2013;
120. Park kulturowy „Stare Miasto”. Szanse i bariery w kreowaniu wizerunku zabytkowego Krakowa. The   „Old Town” culture Park. Opportunities and obstades in building the image of historie Kraków, [w:] 35 lat na Liście UNESCO. Materiały z sesji: Dziedzictwo a wyzwania współczesności, red. Stanisława Dziedzica Ewy Glińskej-Holcer, Kraków 2014;
121. Romantyk Boży. Karol Wojtyła – poeta, [w:] Przesłanie Jana Pawła II na XXI wiek, red. Marko Jaćov, Franciszek Ziejka, Władysław Zuziak, Kraków 2014;
122. U podstaw tych samych wyzwań. Albert Chmielowski i Karol Wojtyła, [w:] 125 lat dzieła Brata Alberta. Materiały z sesji, red. Stanisław Dziedzic, Janusz M. Paluch, Kraków 2014;
123. Z zagadnień strategii zarządzania zabytkowym Krakowem. Szanse i bariery, [w:] Szalony kto nie chce wyżej jeżeli może. Księga jubileuszowa Profesora Emila Orzechowskiego, pod red. Alicji Kędziory i Łukasza Gawła, Kraków 2014;
124. Włodzimierz Przerwa-Tetmajer. W dziewięćdziesięciolecie śmierci artysty i prozaika; W Wadowicach, gdzie „wszystko się zaczęło”, „Niepodległość i Pamięć”, pod red. T. Skoczka, Warszawa 2014, R. XXI, nr 3–4 (47–48);
125. Emil Zegadłowicz i Karol Wojtyła. Obszary wspólnych fascynacji i pola odrębnych rozstrzygnięć, [w:] Emil Zegadłowicz daleki i bliski, pod red. Henryka Czubały, Krzysztofa Kłosińskiego, Krystyny Latawiec i Włodzimierza Próchnickiego, Katowice 2015;
126. Cracovia Sacra – Altera Roma (wybrane zagadnienia); omówienie w wersji anglojęzycznej, „Renowacje i Zabytki 2(58), 2016;
127. Mój dom na oleandrach, [w:] Żaczek – nasz dom. Wspomnienia mieszkańców legendarnego akademika, oprac. Stanisław Szlezyngier, Danuta Górszczyk, Kraków 2016;
128. Karol Wojtyła – Rapsodyk Słowa Odwiecznego, [w:] Dialog dwóch kultur. Międzynarodowe  Spotkania Muzealników i Literatów; XII międzynarodowa konferencja Naukowa, 2015, rocznik X, zeszyt 1;
129. Wrośnięte w ziemię i w błękity, [w:] Kapliczki, figury i krzyże przydrożne, red. Anna Bubula, Adam Gryczyński, Kraków 2016; tu także wersja anglojęzyczna: Rooted in the earth and the heavens.

### Opracowania (w wyborze)
1. Marian Niżyński:   Kawaler księżycowy, Bochnia 1991 (opracowanie i wstęp pt.  Poeta płomiennego buntu)–,
2. Maria Dłuska:   Wiersze, Bochnia 1992 (wstęp pt.   Rozdroża sławy i negacji; opracowanie całości)
3. Tadeusz Skoczek:   W kręgu metafizyki, chaosu i konwencji. Szkice o poezji końca lat 80., Bochnia 1993 (wstęp);
4. Virgilio Levi:   Z dalekiego kraju, Kraków 1993 (komentarze i przypisy);
5. Józef Baran:   Mała kosmogonia, Kraków 1994 (wstęp   Między afirmacją a niezgodą)
6. Małopolska Zachodnia '95. Informator Turystyczny, Kraków 1995 (redakcja całości, wstęp wspólnie z Tadeuszem Burzyńskim; wersje językowe: polska, niemiecka, angielska);
7. Adam Ziemianin:    Dom okoliczności łagodzących, Kraków 1995 (wstęp   Poeta świętej powszedniości)–,
8. Karol Wojtyła:   Sonety. Magnificat, Kraków 1995 (posłowie);
9. Małopolska Zachodnia' 96. Informator turystyczny, Częstochowa 1995 (redakcja całości; wstęp wspólnie z Tadeuszem Burzyńskim, wersje językowe: polska, angielska, niemiecka, francuska, włoska);
10. Atrakcje turystyczne Krakowa i okolic, Bydgoszcz 1996 (współautor: Bogusława Siwadłowska);
11. Małopolska Zachodnia '97. Informator turystyczny, Częstochowa 1996 (redakcja całości; wstęp wspólnie z Tadeuszem Burzyńskim; wersje językowe: polska, angielska, niemiecka, francuska, włoska);
12. Karol Wojtyła:   Psałterz. Księga Słowiańska, Kraków 1996 (posłowie Pieśniany władyka)–,
13. Janusz Trzebiatowski:   Tryptyk Armenii, Chełm 1996 (wstęp pt. Ziemia trudnych podziałów)–,
14. Polska Południowo-Wschodnia. Informator turystyczny, Kraków 1996 (wstęp; wersje językowe: polska, angielska, niemiecka);
15. Małopolska Zachodnia ' 98. Informator turystyczny, Częstochowa 1997 (redakcja całości; wstęp wspólnie z Tadeuszem Burzyńskim; wersje językowe: polska, angielska, niemiecka, francuska, włoska);
16. Cracovia y la Region de Cracovia les invita, Kraków 1998 (współautor Stanisław Czecz);
17. Andrzej Warzecha:   Jesień z mostu, Kraków 1998 (wstęp pt.   Liryczny ironista)
18. Ks. Józef Andrzej Nowobilski:   Włodzimierz Tetmajer – malarstwo, Kraków 1998 (posłowie pt.   Dom gościnny wielce),
19. ' Małopolska Zachodnia' 99. Informator turystyczny, Częstochowa 1998 (redakcja całości; wstęp wspólnie z Tadeuszem Burzyńskim; wersje językowe: polska, angielska, niemiecka, francuska, włoska, rosyjska);
20. Ks. Mieczysław Maliński:   Karol Wojtyła. Dorastanie do papiestwa, Bochnia 1999 (wybór ikonografii i komentarze pod zdjęciami);
21. Ks. Grzegorz Piotrowicz, Jerzy S. Kowalski:   Jan Paweł II Pielgrzym w Ojczyźnie, Bochnia 1999 (ikonografia, komentarze pod zdjęciami);
22. Ks. Mieczysław Maliński:    Jan Paweł II. Niezwykły pontyfikat, Bochnia 2000 (ikonografia, komentarze pod zdjęciami);
23. Renata Kijowska, Paweł Piotrowski:   Chwila szczerości, Kraków 2000 (redakcja i biogramy);
24. Krzysztof Stopka, Andrzej Banach, Julian Dybiec:   Historia Uniwersytetu Jagiellońskiego. The historyk of the Jagiellonian University, Kraków 2000; (ikonografia i komentarze pod zdjęciami);
25. Wiesław Kolarz:   Czekam, Kraków 2003 (posłowie  Liryk i szyderca),
26. Jerzy Piątkowski:   Petite Pologne, Warszawa 2008 (posłowie);
27. Alicja Zemanek:   Krajobraz z myślącą trawą (wybór wierszy), Kraków 2009 (posłowie  Promienie światła w zagajnikach piękna) –,
28. Janusz Trzebiatowski:  Pieta, Kraków 2010 (posłowie   Pejzaże komplementarne) –,
29. Józef Dużyk:  Dwie „ojczyzny myśli”, [w:] Józef Dużyk: Polacy na Capri, Kraków 2015;
30. Słowo wstępne, [w:] Krzysztof Rafał Prokop: Alma Mater Cracoviensis 1364–2014, Kraków – Pilica 2014;
31. Poszukiwania nieustające, [w:] Józefa Ślusarczyk-Latoś: Gwiazdy nad Wilczą Górą Moje Hollywood, Kraków 2015.

### Artykuły prasowe (wybór)
1. „38” – teatr dyrektora Krygiera, „Integracje”, cz. XVIII, sierpień 1985;
2. Jaszczurowe geniusz loci, „Nowy Medyk”, 1986, nr 20;
3. Teatr obrazoburczy, tygodnik „Tak i Nie”, 1987, nr 9;
4. Między teatrem okrucieństwa a metacodziennością. Helmut Kajzar, „Integracje”, cz. XX, 1987;
5. Maria Dłuska, „Integracje”, cz. XXI, 1987;
6. „Zagadnienie śpiewności wiersza od dzieciństwa nie dawało mi spokoju...” Z Marią Dłuską rozmawia..., „Integracje”, cz. XXI, 1987;   „Wysoki” czyli historia magistra vitae est, „Integracje”, cz. XXIII, 1987;
7. XII Krakowskie Reminiscencje Teatralne. Stan agonii, „Nowy Medyk”, 1987, nr 12;
8. Czas zbierania myśli? Krakowskie Reminiscencje Teatralne, „Nowy Medyk”, 1989, nr 10;
9. Najbliższy jest mi Mickiewicz. Z prof. Konradem Górskim rozmawia..., „Integracje”, cz. XXVI, 1990;
10. Nauka bez taryfy ulgowej. Rozmowa z prof. Mieczysławem Klimaszewskim, „Suplement”, 1990, nr 3;
11. Cena niezależności. Z prezesem Krakowskiego Oddziału Stowarzyszenia Pisarzy Polskich, prof. Włodzimierzem Maciągiem rozmawia..., „Suplement” 1990, nr 8;
12. Czas odmowy i epoka powinności. Z doc. Martą Wyką rozmawia..., „Dziennik Polski”, 1990, nr 239;
13. Chrześcijanin nie może być antysemitą. Rozmowa z Jerzym Turowiczem, „Suplement”, 1990, nr 5;
14. Poeci Jaszczurowych Turniejów”, „Suplement”, 1990, nr 6–7;
15. W dziewięćdziesięciolecie urodzin prof. Marii Dłuskiej. W służbie pięknemu słowu, „Dziennik Polski”, 1990, nr 180;
16. Postrzegać ludzi wielkiego charakteru. Z doc. Franciszkiem Ziejką rozmawia..., „Dziennik Polski”, 1990, nr 226;
17. Krakowski Jeatrał”. Próba biografii Tadeusza Kudlińskiego, „Dziennik Polski”, 1990, nr 215;
18. Trudne odnajdywanie. O próbach literackich Marii Dłuskiej, „Ruch Literacki”, 1991, nr 4;
19. Czarny labirynt w marmurowych salach. Rozmowa z Zofią Gołubiew o wystawie „Tadeusz Kantor. Malarstwo i rzeźba”, „Suplement”, 1991, nr 14;
20. Chaos czy konwencja?, „Integracje”, cz. XXVII, 1991;
21. Metafizyka i autentyzm, „Integracje”, cz. XXVIII, 1991;
22. Pustka po wielkości. Rozmowa z prof. Zdzisławem Żygulskim, „Słowo”, 1991, nr 5;
23. Nieznanym szlakiem Gombrowicza (Stanisław Kaszyński), „Ruch Literacki”, 1991, nr 6;
24. Fascynacje i bariery. Z Marią Malatyńską o Międzynarodowym Festiwalu Filmów rozmawia..., „Suplement” 1992, nr 17;
25. Dwa spotkania. Z prof. Stanisławem Swianiewiczem i Józefem Czapskim, „Suplement”, 1993, nr 22;
26. Międzynarodowy Kongres Kultur Słowiańskich w Moskwie, „Ruch Literacki” 1992, nr 5;
27. Adept. Z Marią Rokoszową o Zbigniewie Cybulskim rozmawia...,  „Suplement” 1992, nr 15;
28. Ziemia z pamięci wymazywana. Z kustoszami wystawy „Zaolzie. Historia i kultura”, Heleną Wagnerową i Joanną Blachnicką rozmawia...,  „Suplement”, 1992, nr 18;
29. Festiwal przełamywania barier („Na Granicy” ), „Suplement”, 1992, nr 18;
30. Jubileusz Prof. Henryka Markiewicza. Poza gorsetem doktryn, „Suplement”, 1993, nr 20;
31. Słowiański Rzym, „Suplement”, 1994, nr 36;
32. Jednym traktem (Uniwersytet Jagielloński – Uniwersytet Wileński im. Stefana Batorego). Rozmowa z prorektorem UJ, prof. Franciszkiem Ziejką, „Suplement”, 1994, nr 31;
33. Krakau – historische Denkmaler und Kultur, „Suplement” 1994, nr 33;
34. Wszystkiemu towarzyszą spory. Z Andrzejem Gaczołem – Wojewódzkim Konserwatorem Zabytków w  Krakowie rozmawia..., „Suplement”, 1994, nr 33
35. Słowo jest sztuką (Teatr Rapsodyczny), „Suplement”, 1994, nr 37;
36. Mickiewiczowskie pojmowanie małej i dużej ojczyzny, cz. I, „Znad Wilii”, 1995, nr 6;
37. Mickiewiczowskie pojmowanie małej i dużej ojczyzny, cz. II, „Znad Wilii”, 1995, nr 7;
38. Wileńskie konteksty romantyczne, „Ruch Literacki”, 1995, nr 2;
39. Rustykalne dziedzictwo, „Obrzeża”, 1995, nr 1;
40. W 20 rocznicę śmierci Mieczysława Kotlarczyka. Sługa słowa, „Suplement”, 1997, nr 47;
41. Profesor Ryszard Łużny (1927 – 1998), „Suplement”, 1998, nr 49;
42. Na ścieżkach Braci Św. Benedykta (Trzemeszno – Mogilno), „Suplement”, 1998, nr 49;
43. Nauk przemożnych perła, „Poland Okey”, 1998;
44. Adama Mickiewicza „Ojczyzna myśli mojej”, „Ruch Literacki”, 1998, nr 3;
45. Artysta szczęśliwy. O Jarosławie Łukawieckim, „Suplement”, 1999, nr 57;
46. Rzeczypospolita gminna i regionalna. Rozmowa z prof. Stanisławem Grodziskim, „Suplement”, 1999, nr 60;
47. Mickiewiczowskie pojmowanie ustroju i dziejów Polski („Dziadów” cz. III, „Księgi”, „Pan Tadeusz”), „Alma Mater”, 1999, nr 10;
48. Brazylia karnawałów i współczesnych Bohatyrowiczów, „Suplement”, 2000, nr 65;
49. Sienkiewiczowski porządek „wcale odwrócony”. Rozmowa z prof. Tadeuszem Bujnickim, „Suplement”, 2000, nr 68;
50. The Jagiellonian Uniwersytety, Welcome to Cracov, editio special, 2000;
51. Alma Mater nauki polskiej, „Obrzeża”, 2000, nr 1–2 (14–15);
52. I never bothered to claim my diploma..., „Eksperyment”, maj 2000;
53. Primum non nocere. Z prof. Stanisławem Waltosiem rozmawia..., „Suplement” czerwiec 2000, nr 73;
54. Pola niczyje epoki „zdyszanej”. Z Janem Pieszczachowiczem rozmawia..., „Suplement”, 2001, nr 2 (81);
55. Aktorka odeszła. Wspomnienie o Ewie Sztolcman-Kotlarczyk, „Gazeta Krakowska”, 2001, nr 216;
56. Ziemia trudnych podziałów, „Po Ziemi. Miesięcznik Społeczno-Kulturalny”, 2002, styczeń – marzec, nr 17;
57. Wyzwania i drogi świętości. Nowi krakowscy święci, „Alma Mater”, 2003 (maj), nr 51;
58. Włóczęga Boży na nieludzkiej ziemi, „Cracovia – Leopolis”, 2003, nr 34;
59. Norymberczycy pod Wawelem, miesięcznik „Kraków”, 2006, nr 10–11;
60. Kultura jest jedna, „Kraków”, 2006, nr 2 (16);
61. Dopóki Alma Mater stoi. Mówią Wieki. Magazyn Historyczny, 2007, maj (nr 05/07);
62. Kraków przedjubieluszowy, „Alma Mater”, 2006/2007, nr 87–88;
63. Panteon narodowy na Skałce, „Asnykowiec”, 2007, nr 16;
64. Kałiszanin w Krakowie, „Asnykowiec”, 2007, nr 16;
65. Artysta i polityk – Włodzimierz Tetmajer; „Forum Polonijne”, Lublin 2007, nr 6;
66. Znak nadziei na „nieludzkiej ziemi”, cz. I–V, „Alma Mater”, 2008, nr 100,101,102,103,104–105 (współautor: Małgorzata Dziedzic);
67. Konferencja UNESCO w Krakowie, „Alma Mater” 2008, nr 109 (współautor: Halina Rojkowska-Tasak);
68. Bronowickie dziedziny Włodzimierza Tetmajera, „Dworzanin”, 2008, nr 10;
69. Śliczna Gwiazda Miasta Lwowa, „Cracovia – Leopolis”, 2009, nr 2 (58);
70. Noce osobliwe, „Tygodnik Powszechny”, 2009, nr 33;
71. Kariery chłopskich synów, „Kraków”, 2010, nr 6–8 (68–70);
72. Strażnik tradycji. W dziesięciolecie śmierci Józefa Dużyka, „Kraków”, 2010, nr 9 (71);
73. Noce osobliwości pełne, „Tygodnik Powszechny”, 2010, nr 33;
74. Zmarła Wanda Błońska, „Kraków”, 2010, nr 12 (74);
75. Krakowianie o Kresach, „Kraków”, 2011, nr 4 (78);
76. Duchowieństwo krakowskie u schyłku I Rzeczypospolitej, „Kraków”, 2011, nr 9 (83);
77. Protagonista zdeptanej reduty. W 70 lecie Teatru Rapsodycznego, „Kraków”, 2011, nr 10 (84);
78. Artystów drogi do niepodległości, „Niepodległość i Pamięć”, 2011, nr 3–4 (35–36);
79. Bronowickie „dziedziny” Włodzimierz Tetmajera, „Rocznik Krakowski”, t LXXVII, 2011;
80. O. Rafał Kiernicki. Inauguracja procesu beatyfikacyjnego we Lwowie, „Cracovia – Leopolis”, 2012, nr 3 (71);
81. Podróżnik (Tadeusz Ulewicz), „Alma Mater”, 2012, nr 148–149;
82. Ostatni. Tadeusz Ulewicz, „Kraków”, 2012, nr 6 (92);
83. Portret Gwiazdy. Danuta Michałowska, „Kraków”, 2012, nr 1 (87);
84. Hugo Kołłątaj – „dziwne igrzysko losu i przeznaczenia”, „Kraków”, 2012, nr 7 (93);
85. Rzymianin z Krakowa. Józef Dużyk, „Hybryda”. Pismo Artystyczno-Literackie Stowarzyszenia Twórczego POLART, 20 /2012;
86. Gdyby nie było Rzymu, Kraków byłby Rzymem, „Gazeta Krakowska”, 2012, nr 298;
87. Dworzanin Andrzej, „Kraków”, 2013, nr 1 (99);
88. Zmarł Stanisław Czecz, „Kraków”, 2013, nr 3 (101);
89. Powstanie styczniowe w sztuce, „Niepodległość i Pamięć”, 2013, nr 1–2 (41–42);
90. Rapsodyk Słowa Odwiecznego, „Hybryda”, 2013, nr 22;
91. Dwory i pałace wiejskie w Polsce południowo-wschodniej, „Małopolska”, t. XV, Kraków 2013;
92. Most celebrated city, Alma Mater”, 2013, special edition no 159;
93. Danuta Michałowska. Wielka Dama przed październikową cezurą, „Hybryda”, 2015, nr 26;
94. Antynomie papieskiej koleżanki (Danuta Michałowska), „Hybryda”, 2015, nr 27;
95. Odszedł Piotr Szczerski, „Kraków”, 2015, nr 7–8: 129–130;
96. Rzeszowskie „powidoki” nostalgiczne, „Renowacje i Zabytki”, 2015, nr 3 (55);
97. Franciszek Ziejka laureatem Nagrody im. A. Gieysztora, „Niepodległość i Pamięć” nr 1(49)/2015.